# Saint-Joseph, Manche
Saint-Joseph là một xã thuộc tỉnh Manche trong vùng Normandie tây bắc nước Pháp. Xã này nằm ở khu vực có độ cao trung bình 97 mét trên mực nước biển.